# Грей, Чарльз, 2-й граф Грей
Чарльз Грей, 2-й граф Грей (англ. Charles Grey, 2nd Earl Grey; 13 марта 1764[…], Фаллодон, Нортамберленд — 17 июля 1845[…], Нортамберленд) — британский политик от партии вигов, премьер-министр Великобритании в 1830—1834 годах.

## Биография
В 1800 году он противился унии между Англией и Ирландией. Ему несколько раз предлагали вступить в министерство Аддингтона, но он отклонял эти предложения, не желая быть членом кабинета, в котором нет Фокса и большинство не принадлежит вигам. В январе 1806 года образовался кабинет Гренвилля и Фокса; в его состав в качестве первого лорда адмиралтейства вступил и Грей.
В 1806—1807 годах занимал должность Первого Лорда Адмиралтейства и был известен как виконт Хоуик. После смерти отца в 1807 году унаследовал титул графа Грея. Ученик Шеридана и Чарльза Фокса, после смерти которого стал партийным лидером и получил портфель министра иностранных дел. Последующие 23 года находился в оппозиции.
В марте 1807 года Чарльз Грей внёс билль о предоставлении католикам права занимать должности в армии и флоте Британской империи; но король, горячий противник католической эмансипации, потребовал взятия назад билля, причем настаивал на том, чтобы министры дали обещание впредь не вносить такого рода проектов. Министерство отказалось дать это обязательство, считая его не конституционным, и 15 марта 1807 года демонстративно подало в отставку.
В 1830 году сменил герцога Веллингтона в качестве премьер-министра Великобритании. В 1832 году провёл крупную избирательную реформу, которая изменила лицо политической системы Великобритании. В 1833 добился отмены работорговли в Британской империи. В 1834 году удалился на покой.

## Избранная библиография
- «Colonial policy of Lord J. Russel’s administration» (1852),
- «Parliamentary Government considered with reference to a Reform of Parliament» (1858),
- «The Commercial Policy of the British Colonies and the McKinley Tariff» (1892)[5].

## Факты
- Продвижению Грея в партии вигов способствовал его роман с герцогиней Девонширской, что обыгрывается в фильме «Герцогиня».
- Лорд Грей ежедневно обменивался письмами со своей возлюбленной Доротеей Ливен; после его смерти вдова премьер-министра предала эту переписку гласности.
- В честь Грея назван популярный чай с бергамотом — «Эрл Грей».
- Внук Грея Альберт в 1904—1911 годах служил генерал-губернатором Канады.